# Whiskey sour
O whiskey sour é um coquetel contendo uísque (muitas vezes bourbon), suco de limão, açúcar e, opcionalmente, um pouco de clara de ovo. É um dos coquetéis oficiais da International Bartenders Association. Com a clara de ovo, é às vezes chamado de Boston sour, e com algumas colheradas de vinho tinto flutuando em cima é muitas vezes chamado de New York sour. É misturado e servido ou puro ou sobre gelo.
O enfeite tradicional é a metade de uma laranja e uma fatia de cereja marrasquino.
Uma variante do whiskey sour é o Ward 8, que muitas vezes tem base de bourbon ou uísque de centeio, e inclui tanto suco de limão e laranja quanto xarope de grenadina de como o adoçante. A clara de ovo, por vezes empregada em outras variantes de uísque sour, geralmente não é incluída nesta versão.

## História
A menção histórica mais antiga de um whiskey sour foi publicada no jornal de Wisconsin, Waukesha Plain Dealer, em 1870.
Em 1962, a Universidad Nacional de Cuyo publicou uma notícia citando o jornal peruano El Comercio de Iquique, que indicava que Elliott Stubb tinha criado o whisky sour em 1862.